# Gustavo Lenz
Gustavo Lenz (nacido como Gustav Adolph Friedrich Lenz von Puttkammer, el 1 de marzo de 1834 en Königsberg, Prusia Oriental — Santiago, 30 de enero de 1890) fue un empresario de origen alemán, principal impulsor del ferrocarril en la Provincia de Arauco de Chile, a fines del siglo XIX.

## Primeros años
Nació en Königsberg, Prusia Oriental. Fue hijo de Franz Theodor Constantin Lenz y Henriette von Puttkammer.
El año de su ingreso a Chile es desconocido, pero registros en el conservatorio de bienes raíces de Coronel lo mencionan en 1874.

## El carbón de Arauco y Lenz
El descubrimiento de yacimientos de carbón de piedra en la Provincia de Arauco a mediados del siglo XIX, motivó a diversos empresarios de la época a iniciar su explotación. Para tal efecto, debían trasladar la materia prima extraída hacia Concepción y el resto del país.
En este contexto, Gustavo Lenz solicitó a principios de 1880 que se le otorgara una concesión para construir una línea de ferrocarril a vapor hacia los yacimientos de carbón de Arauco. La solicitud principal contemplaba una vía que iniciaba en Concepción y terminaba en Lebu, pasando por Coronel, Lota, Laraquete, Carampangue, Los Ríos y Cañete. 
En el Senado el proyecto logró su aprobación íntegra. Sin embargo, los 160 kilómetros de extensión fueron considerados un exceso por algunos diputados y el proyecto definitivo sólo alcanzó a llegar hasta el sector llamado Los Ríos de Curanilahue, concediéndose a Gustavo Lenz la construcción por ley de 23 de octubre de 1884.

## The Arauco Company limited
En 1886 se creó la compañía The Arauco Company Limited con domicilio en la ciudad de Londres, cuyo principal inversionista era John Thomas North (el Rey del Salitre). Esta sociedad fue fundada el 23 de agosto de 1886 para adquirir las minas de carbón de Cólico y otras de la provincia de Arauco, así como también la concesión que Gustavo Lenz había obtenido para construir el ferrocarril entre Concepción y Los Ríos de Curanilahue.

## Segunda solicitud de Lenz
Hacia 1887, y con el objeto de completar la extensión que originalmente tenía el proyecto de ferrocarril entre Concepción y Lebu, pasando por Cañete, Gustavo Lenz solicita otra concesión al gobierno de Chile para extender la concesión hasta Cañete y Lebu, gestión que fue interrumpida por su repentino fallecimiento en 1890.

## Familia y fallecimiento
Se casó con María Araneda, con quien tuvo descendencia.
Falleció el 30 de enero de 1890 en Santiago, producto de una pulmonía fulminante.